# Hydromyini
Hydromyini là một tông thuộc phân họ Chuột Cựu Thế giới (Murinae). Chúng là loài gặm nhấm bản địa chiếm ưu thế ở Úc, và là một trong hai nhóm loài gặm nhấm bản địa duy nhất ở đó, nhóm còn lại là nhóm R. fuscipes thuộc chi Rattus trong tông Rattini. Chúng cũng được tìm thấy ở một số vùng của Đông Nam Á.

## Phân loại
Tông này bao gồm các chi:
- Chiropodomys
- Apomys
- Archboldomys
- Soricomys
- Chrotomys
- Rhynchomys
- Conilurus
- Leporillus
- Mesembriomys
- Haeromys
- Baiyankamys
- Crossomys
- Hydromys
- Leptomys
- Microhydromys
- Mirzamys
- Parahydromys
- Paraleptomys
- Pseudohydromys
- Xeromys
- Abeomelomys
- Mallomys
- Mammelomys
- Pogonomelomys
- Xenuromys
- Anisomys
- Chiruromys
- Hyomys
- Lorentzimys
- Macruromys
- Pogonomys
- Leggadina
- Mastacomys
- Notomys
- Pseudomys
- Zyzomys
- Melomys
- Paramelomys
- Protochromys
- Solomys
- Uromys
- Brassomys
- Coccymys